# 243097 Batavia
243097 Batavia este un asteroid din centura principală de asteroizi.

## Descriere
243097 Batavia este un asteroid din centura principală de asteroizi. A fost descoperit pe 12 septembrie 2007 la Gaisberg de Richard Gierlinger. Asteroidul prezintă o orbită caracterizată de o semiaxă mare de 2,68 ua, o excentricitate de 0,03 și o înclinație de 6,7° în raport cu ecliptica.